# جمباز القفز

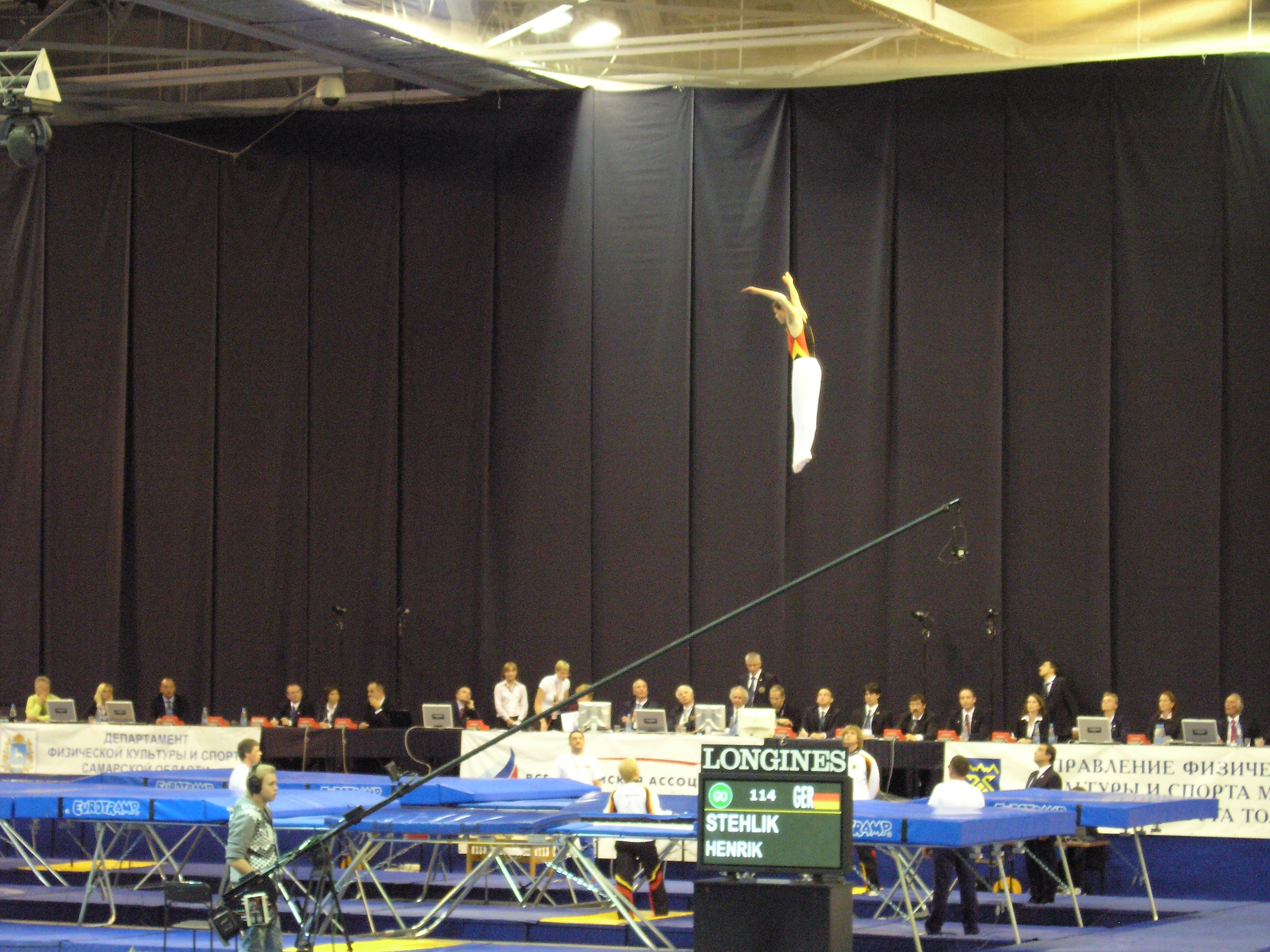
منافس جمباز النطّ خلال البطولة العالمية للجمباز 2008

جمباز النّطّ أو جمباز المنطّة هي رياضة يؤدي المتسابق فيها حركات بهلوانية أثناء القفز المتتابع لمسافات مرتفعة في الهواء على جهاز يسمى بجهاز القفز الارتدادي أو المنطّة.
ويقوم المتسابق بتأدية حركات بهلوانية مختلفة أثناء هذه القفزات، ليُقيّم ويمنح درجات على إجادته للحركات المقررة، كما يمنح درجات إضافية حسب صعوبة الحركات التي يقوم بابتكارها.

## نبذة تاريخية
يرجع الفضل في ظهور أول منطّة للأمريكيين جورج نيسين، ولاري غريسولد سنة 1934، بعد أن استوحيا الفكرة من شبكات الأمان التي كانت تستخدم لحماية لاعبي الترابيز في السيرك في حالة سقوطهم أثناء تأديتهم للحركات البهلوانية، وأصبح هذا الجهاز يستخدم في المجمعات التجارية الكبرى والمهرجانات لتقديم عروض لتسلية الجمهور.
ثم أصبحت هذه اللعبة تمارس كبرنامج من برامج التربية البدنية في المدارس والمعاهد الرياضية المختلفة، قبل أن يأتي انتشارها الحقيقي أثناء الحرب العالمية الثانية عندما استخدمتها بعض الجيوش لرفع لياقة جنودها البدنية، لتنتشر بعد ذلك اللعبة كثيرًا في أمريكا وأوروبا.
وكان لبساطة أدوات اللعبة السبب الأهم لانتشارها، حيث إنها لم تكن تحتاج إلا لجهاز القفز فقط، هذا الجهاز عبارة عن مساحة مصمتة من القماش المرن الذي يصنع غالباً من مواد صناعية تشد من أطرافها بنوابض معدنية مثبتة على إطار معدني.
وبرغم الانتشار الواسع للعبة بين الشباب والرياضيين في صالات الألعاب والنوادي الرياضية إلا أنها ما زالت تمارس من قبل الكثيرين على سبيل الهواية.
قررت اللجنة الأولمبية الدولية في يناير من عام 1999، إدخال القفز ضمن منافسات الجمباز في الدورات الأولمبية، لتشهد دورة سيدني بأستراليا عام 2000 ظهورها الأولمبي الأول.

## قوانين اللعبة
- رياضة القفز تضم ثلاث حركات رئيسية هي: الإقلاع من جهاز القفز، والدوران في الهواء، والهبوط على جهاز القفز.
- تضم مسابقات القفز ثلاثة أنماط رئيسة، يضم كل منها مهارات إلزامية تتكون من مجموعات من الدوران في الهواء والحركات البهلوانية، متدرجة في الصعوبة.
- يتولى التحكيم في القفز خمسة قضاة، يقوم كل منهم بحساب النقاط على أساس خصم نقاط الحركات التي لم ينجح المتسابق في تأديتها. وهذا هو الجزء الأول من المسابقة.
- أما الجزء الثاني وهو المسمى بالـ (DD) يقوم فيه المتسابق بعمل مجموعة من الحركات المهارية الصعبة.

## وصلات خارجية
- (بالإنجليزية) القفز على الموقع الرسمي لإتحاد الدولي للجمباز